# 聡太郎
聡太郎（そうたろう、本名：保田 聡太郎（やすだ そうたろう）、1986年1月29日 - ）は、日本の俳優・モデルである。アメリカ合衆国・カリフォルニア州出身。
カリフォルニア州アーバイン市ユニバーシティ高校卒業。慶應義塾大学経済学部卒業。株式会社Albaに所属。

## 来歴・人物
中学在学中の1999年、第12回ジュノン・スーパーボーイ・コンテストで審査員特別賞を受賞。その後、俳優を中心に活動。
高校卒業後の2004年ごろから日本に居住を移し、2007年9月より『獣拳戦隊ゲキレンジャー』に久津ケン / ゲキチョッパー役でレギュラー出演を果たした。
『ゲキレンジャー』では共演した三浦力同様、兄役だったが、本人は4人兄弟の末っ子。兄の1人は『ビーファイターカブト』に橘健吾 / ビーファイタークワガー役で出演していた元俳優の足立直久。
『ゲキレンジャー』当時は21歳だったが、貫禄の付いた顔のため、周りからは大人っぽく見られることが多かったという。
趣味はギター、陶芸、絵画、シルバーアクセサリー。特技は松濤館空手道（初段）。バイリンガルの俳優として、個人的にも親しいスティーブン・セガールのハリウッド映画に複数回出演している。
2019年にアトリエCHICORAに入会、2022年にヤスダソータロー名義で作画を手掛けた絵本『The EGG -ある「たまご」の記憶』を上梓し、作家デビューを果たす。

## 出演

### テレビドラマ
- 月曜ゴールデン 西村京太郎サスペンス 十津川警部シリーズ37「特急あずさ殺人事件」（2006年10月2日、TBS）
- エリートヤンキー三郎（2007年4月14日 - 6月30日、テレビ東京） - 福士譲 役
- ホタルノヒカリ 第一夜（2007年7月11日、日本テレビ） - 黒服の店員 役
- スーパー戦隊シリーズ（テレビ朝日）
  - 獣拳戦隊ゲキレンジャー 修行その27 - 修行その49（2007年9月2日 - 2008年2月10日） - 久津ケン / ゲキチョッパー 役
  - 烈車戦隊トッキュウジャー 第9駅（2014年4月20日） - 千葉徹 役
- 貧乏男子 ボンビーメン 第3話（2008年1月29日、日本テレビ）
- シバトラ〜童顔刑事・柴田竹虎〜（2008年7月8日 - 9月16日、フジテレビ） - 宇崎亨 役
  - シバトラ〜童顔刑事!史上最大の危機スペシャル〜（2009年5月9日）
  - シバトラ〜さらば、童顔刑事スペシャル〜（2010年5月22日）
- ドラマW 都市伝説セピア「フクロウ男」（2009年7月26日、WOWOW） - コインランドリーの男 役
- 交渉人〜THE NEGOTIATOR〜 第2シリーズ 第8話（2009年12月10日、テレビ朝日）
- 土曜ワイド劇場 ショカツの女10 新宿西署 刑事課強行犯係（2015年5月16日、ABCテレビ・テレビ朝日系） - SIT木本 役
- 水曜ミステリー9 特命おばさん検事! 花村絢乃の事件ファイル4（2015年8月5日、テレビ東京） - 原口昭信 役
- 仮面ライダーゴースト 第9話 - 最終話（2015年12月6日 - 2016年9月25日、テレビ朝日） - ジャベル / 眼魔スペリオル 役
- 侠飯～おとこめし～ 第9話（2016年9月17日、テレビ東京） - 梅山の用心棒 役
- コック警部の晩餐会 第6話（2016年11月24日、TBS） - 仲本たけし 役
- ラブホの上野さん（2017年1月19日 - 4月6日、フジテレビ） - 室田平吉 役
  - ラブホの上野さん season2（2017年10月12日 - 12月21日）
- 銀と金 第7話 - 第9話（2017年2月19日 - 3月5日、テレビ東京） - ディーラー・桐島 役
- 日曜ワイド 特殊犯罪課・花島渉2（2017年9月17日、テレビ朝日） - 東京文学出版 編集者 役
- ドラマ特別企画「テミスの剣」（2017年9月27日、テレビ東京）
- 科捜研の女 season17 第1話（2017年10月19日、テレビ朝日） - 時田拓海 役
- フリンジマン～愛人の作り方教えます～ 第8話（2017年11月26日、テレビ東京） - 鳳幹夫 役
- ドラマW 食い逃げキラー（2018年3月21日、WOWOW） - 裏道さんぽマスター 役
- 特捜9 最終回（2018年6月13日、テレビ朝日） - 川勝雄志 役
- 天 天和通りの快男児 第2話 - 第4話（2018年10月11日 - 25日、テレビ東京） - 蔵持 役
  - 天 赤木しげる葬式編（2019年12月29日）
- 月曜名作劇場 内田康夫サスペンス「警視庁岡部班2～多摩湖畔殺人事件～」（2018年11月12日、TBS） - 麻薬取締官 役
- 癒されたい男 第3話（2019年4月25日、テレビ東京） - 小野 役
- 集団左遷!! 第3話（2019年5月5日、TBS）
- 歌舞伎町弁護人 凛花 第7話（2019年6月2日、BSテレ東） - 定岡真次 役
- 連続ドラマW トップリーグ 第三話（2019年10月19日、WOWOW）
- やすらぎの刻〜道 第153話 - 第244話（2019年11月7日 - 2020年3月23日、テレビ朝日） - 堺俊一 役
- スイートリベンジ 第3話・第4話（2021年9月14日・21日、フジテレビ） - バーテンダー・城崎 役

#### 海外
- GIRLS（2018年） - クラバー 役

### 配信ドラマ
- イケない課外授業 第2話（2009年3月25日、魔法のiらんどTV）
- 神児遊助のげんきのでる恋 第8話（2009年、BeeTV） - 大学生・武生 役
- 最恐ダーリン（2009年11月、魔法のiらんど） - 佐久間銀 役
- ラブホの上野さん（2016年12月1日 - 2017年2月16日、FOD） - 室田平吉 役
  - ラブホの上野さん season2（2017年9月20日 - 11月29日）
- 天 赤木しげる葬式編 Paravi完全版（2019年11月11日、Paravi） - 蔵持 役
- スイートリベンジ 第3話・第4話（2021年3月23日・30日、FOD） - バーテンダー・城崎 役
- 仮面ライダーセイバー×ゴースト（2021年5月23日、東映特撮ファンクラブ） - ジャベル 役[6]
- 酒癖50 第4話（2021年8月5日、ABEMA SPECIAL）

### 映画
- 劇場版 炎神戦隊ゴーオンジャーVSゲキレンジャー（2009年1月、諸田敏監督） - 久津ケン / ゲキチョッパー 役
- 激情版 エリートヤンキー三郎（2009年2月、山口雄大監督） - 福士譲 役
- 学校裏サイト（2009年7月、福田陽平監督） - 近藤 役
- 静かなるドン 新章（2009年9月、城定秀夫監督）
- カイジ 人生逆転ゲーム（2009年10月、佐藤東弥監督） - 北見 役
- ランディーズ（2009年11月、藤原健一監督） - 赤星丹次 役
- 後ろから前から（2010年2月、増本庄一郎監督）
- 最恐ダーリン（2010年5月、三島有紀子監督） - 佐久間銀 役
- すべては「裸になる」から始まって（2012年2月、中町サク監督）
- TAKAOcan Dream〜がんばれ!サンダーバーズ!!〜（2013年4月、市川徹監督）
- ガキ☆ロック（2014年6月、中前勇児監督）
- 第九条（2016年7月、宮本正樹監督） - 岩間智 役[7]
- クハナ!（2016年10月、秦建日子監督） - インストラクター 役
- レミングスの夏（2017年10月、五藤利弘監督） - お兄さん 役
- リングサイド・ストーリー（2017年10月、武正晴監督） - 梅宮良太 役
- Mr.Long / ミスター・ロン（2017年12月、SABU監督） - 三頭会幹部 役
- 笑顔の向こうに（2019年2月、榎本二郎監督） - 間島光雄 役
- 美しすぎる議員（2019年3月、五藤利弘監督） - 本田明 役
- 恋するアンチヒーロー THE MOVIE（2019年8月、小泉剛監督） - ティガー将軍 役[8]
- 家族deご飯（2019年11月23日・24日に東京都内ミニシアターで上映、加藤吉彦監督） - 山口翔 役
- スリルドライブ短編劇場 第2章「いい店」（2021年3月6日にシネマハウス大塚にて上映、向井拓哉監督） - 主演[注釈 2]
- 昨日より赤く明日より青く-CINEMA FIGHTERS project-「水のない海」 （2021年11月、久保茂昭監督）[9]

#### 海外
- イントゥ・ザ・サン（2005年11月、ミンク監督） - クラブマネージャー 役
- アウトサイダー（2018年3月、マーチン・サントフリート（英語版）監督） - 白松組組員 役
- She’s Just A Shadow（2019年7月ニューヨーク限定公開、アダム・シャーマン監督） - ジェームズ・ダイアモンド 役

### CM
- 銀のさら 「効果音Ａ」篇・「ファッションＢ」篇（2013年）[10]
- マクドナルド ハッピーセット トッキュウジャー「合体家族」篇（2014年）
- DMM.make ROBOTS WebCM「Palmi カスタマイズ機能篇」（2015年） - ヒロシ 役
- NEC WebCM「LAVIE×Windows10」であなたの朝が変わる。（2015年）
- アメニティジョイハウス 2016年夏ver.（2016年）
- S&S WebCM「彩り」篇（2018年）
- パナソニック
  - 4Kダブルチューナー内蔵ビエラ GZ2000シリーズ 立体音響（ドルビーアトモス対応）イメージ動画（2019年）
  - リニアシェーバー ラムダッシュ ES-LV9FX（2020年）
- MakeShop「ECカート戦国時代」篇（2021年） - 家臣 役[11]

### 舞台
- TUFF STUFF プロデュース「火男の火」（2008年12月20日 - 22日、シアターアプル） - 次郎 役
- ジェットラグ プロデュース「肌」（2009年10月30日 - 11月3日、銀座みゆき館劇場）
- HYBRID PROJECT「FROG -新撰組寄留記-」（2010年7月1日 - 4日、新宿SPACE107） - 山南敬助 役
- PEACE MAKER 〜新撰組参上〜（2011年6月3日 - 12日、シアターGロッソ） - 山南敬助 役
- D'TOT 5th act「FROG -新撰組寄留記-」再演（2013年2月、六行会ホール） - 山南敬助 役
- 平熱43度『流刑の島ー監獄の唄』（2014年9月11日 - 15日、大塚萬劇場） - 主演・旭 役
- PU-PU JUICE プロデュース「竜馬が生きる」（2014年11月7日 - 16日、シアターサンモール） - 中岡慎太郎 役
- ワイアールジャパン&ヒエロマネジメントPRESENTS「Angry12」（2015年4月7日 - 12日） - 主演・第8号 役
- ワイアールジャパン&ヒエロマネジメントPRESENTS「SKY」（2015年5月27日 - 6月7日） - 都筑亮 役
- ADKアーツ・タンバリンステージ「刻め、我ガ肌ニ君ノ息吹ヲ」（2015年8月3日 - 9日） - 相楽 役
- さらば俺たち賞金稼ぎ団（2017年2月16日 - 22日） - 原 役
- ミュージカル『薄桜鬼』〜原田左之助篇〜（2017年4月14日 - 16日、梅田芸術劇場シアター・ドラマシティ / 4月26日 - 30日、AiiA 2.5 theater Tokyo） - 天霧九寿 役

### オリジナルビデオ
- 獣拳戦隊ゲキレンジャーVSボウケンジャー（2008年、東映） - 久津ケン / ゲキチョッパー 役
- 仮面ライダーシリーズ - ジャベル 役
  - 仮面ライダーゴースト アラン英雄伝 第一章（2016年4月13日）
  - ゴースト RE:BIRTH 仮面ライダースペクター（2017年4月19日、東映）
- GRAY ZONE（2017年、コンセプトフィルム / オールインエンタテインメント） - 田崎耕史 役
  - GRAY ZONE2（2017年）
- CONNECT 覇者への道（2024年） - 横浜 東洋会舎弟頭 馬場恵三

#### 海外
- 沈黙の挽歌 TRUE JUSTICE PART5（2011年、日活 / ハピネット） - アキオ 役

### バラエティ
- ピラメキーノ（2010年5月 - 6月、テレビ東京） - 3ON（スリーオン）ストライカー
- ブラマヨとゆかいな仲間たち（2015年4月、テレビ朝日）
- ネプリーグ（2016年2月、フジテレビ） - 慶応大学チームvs国立大チーム
- 金曜日の聞きたい女たち（2016年7月、フジテレビ）
- 芸能(秘)チャンネル（2016年8月、AbemaTV）
- アウト×デラックス（2018年2月、フジテレビ）

### PV
- Crystal Kay「涙のさきに」（2008年6月11日、エピックレコードジャパン）
- THE ORAL CIGALLETS「エイミー」（2015年4月22日、A-Sketch）
- 日産自動車「IDSコンセプト」（2015年）[12]
- オリンピア「パチスロ ラブ嬢2」（2019年、製品PV） - ボーイ 役[13]

### パチンコ
- パチスロ ラブ嬢2（2019年、オリンピア） - ボーイ 役[13]